# Cynodontium boreale
Cynodontium boreale là một loài rêu trong họ Dicranaceae. Loài này được I. Hagen Kindb. mô tả khoa học đầu tiên năm 1897.